# Methil
Methil ist eine Kleinstadt in der Council Area Fife in Schottland,
südlich der Mündung des Leven in den Firth of Forth.

## Geschichte
Im Zweiten Weltkrieg, von August 1940 bis Mai 1945, war der Hafen von Methil Ausgangspunkt von EN-Geleitzügen wie der Geleitzug EN 491.

## Sport
In Methil ist der Fußballklub FC East Fife beheimatet. Der zurzeit in der viertklassigen Scottish League Two spielende Verein gewann einmal den schottischen Vereinspokal und dreimal den Ligapokal.

## Persönlichkeiten
- William Baxter, auch bekannt als „Bill“ Baxter (1924–2002), schottischer Fußballspieler und -trainer
- William Gear (1915–1997), schottischer Maler
- Jim Harley (1917–1989), schottischer Fußballspieler
- Jack Vettriano (1951–2025), schottischer Maler